# Rüthen
Rüthen település Németországban, azon belül Észak-Rajna-Vesztfália tartományban. Lakosainak száma 11 049 fő (2023. december 31.). Rüthen Geseke, Büren, Brilon, Olsberg, Bestwig, Warstein, Anröchte és Erwitte községekkel határos.

## Népesség
A település népességének változása:
| Lakosok száma | 11 329 | 11 095 | 10 905 | 10 957 | 10 753 | 10 957 | 11 049 |
|               | 1975   | 2015   | 2017   | 2019   | 2021   | 2022   | 2023   |